# Klassenbuch

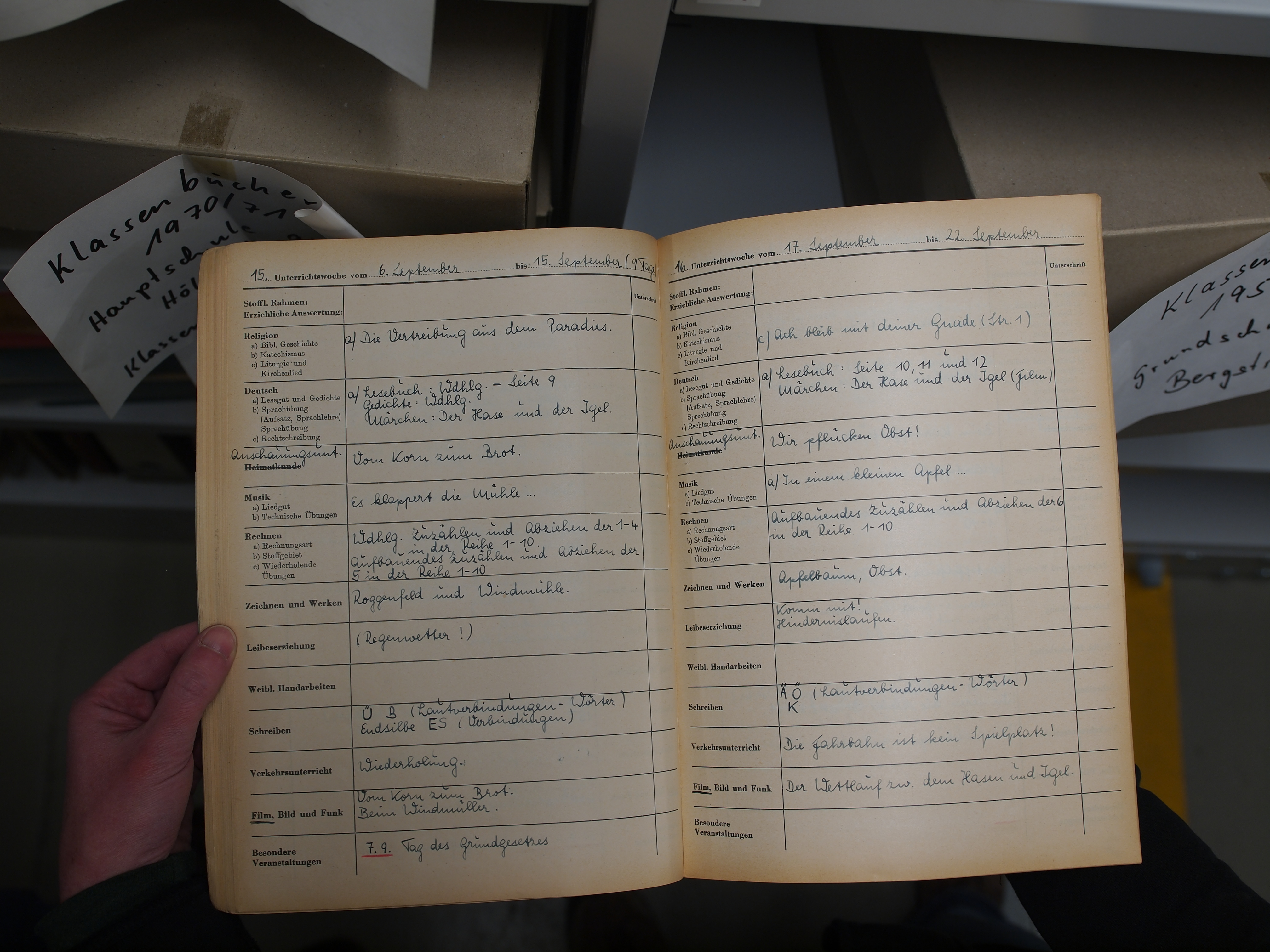
Stadtarchiv Herne, Klassenbuch aus einer Grundschule

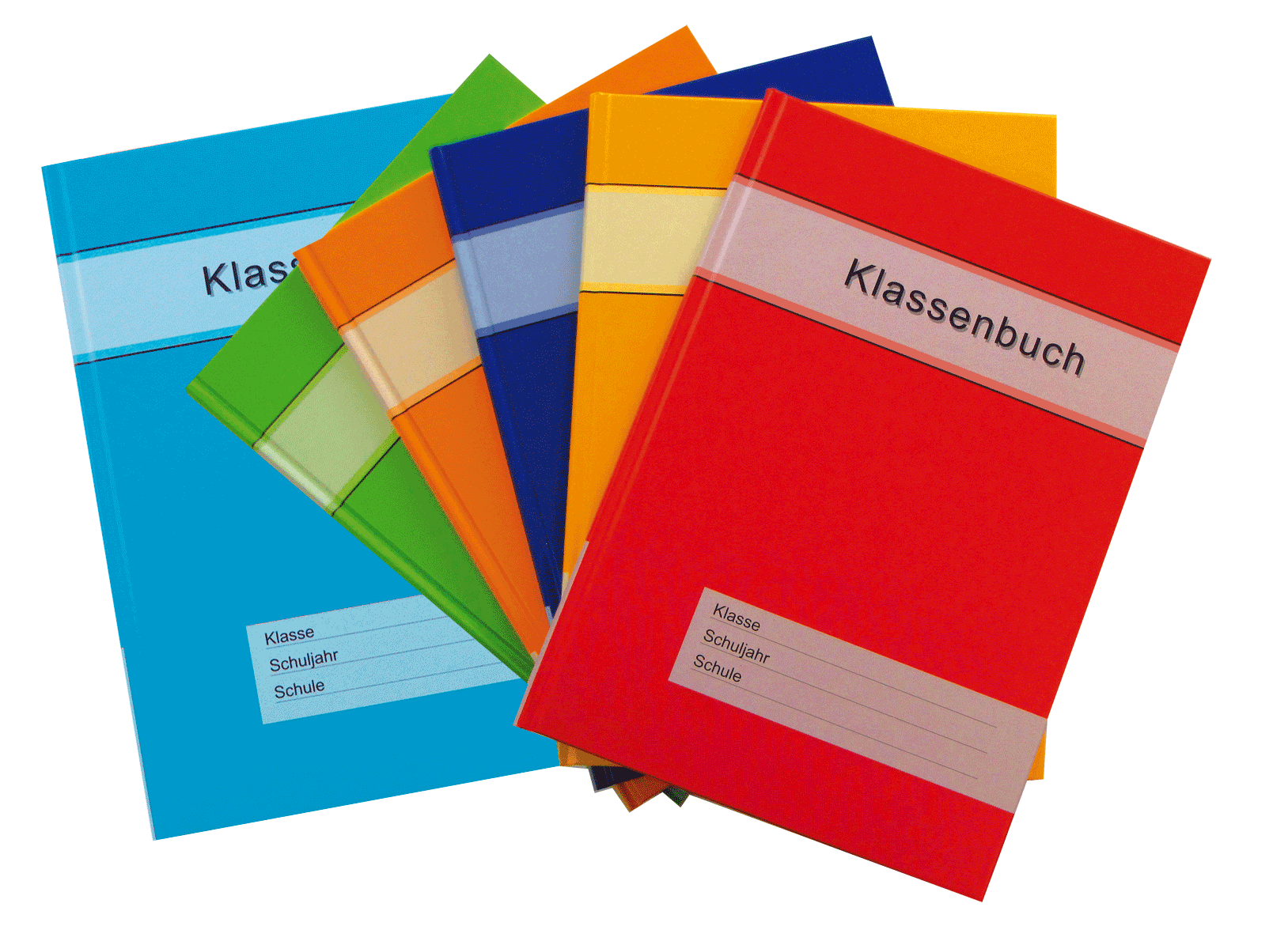
Klassenbücher aus dem Seibert-Verlag (2013)

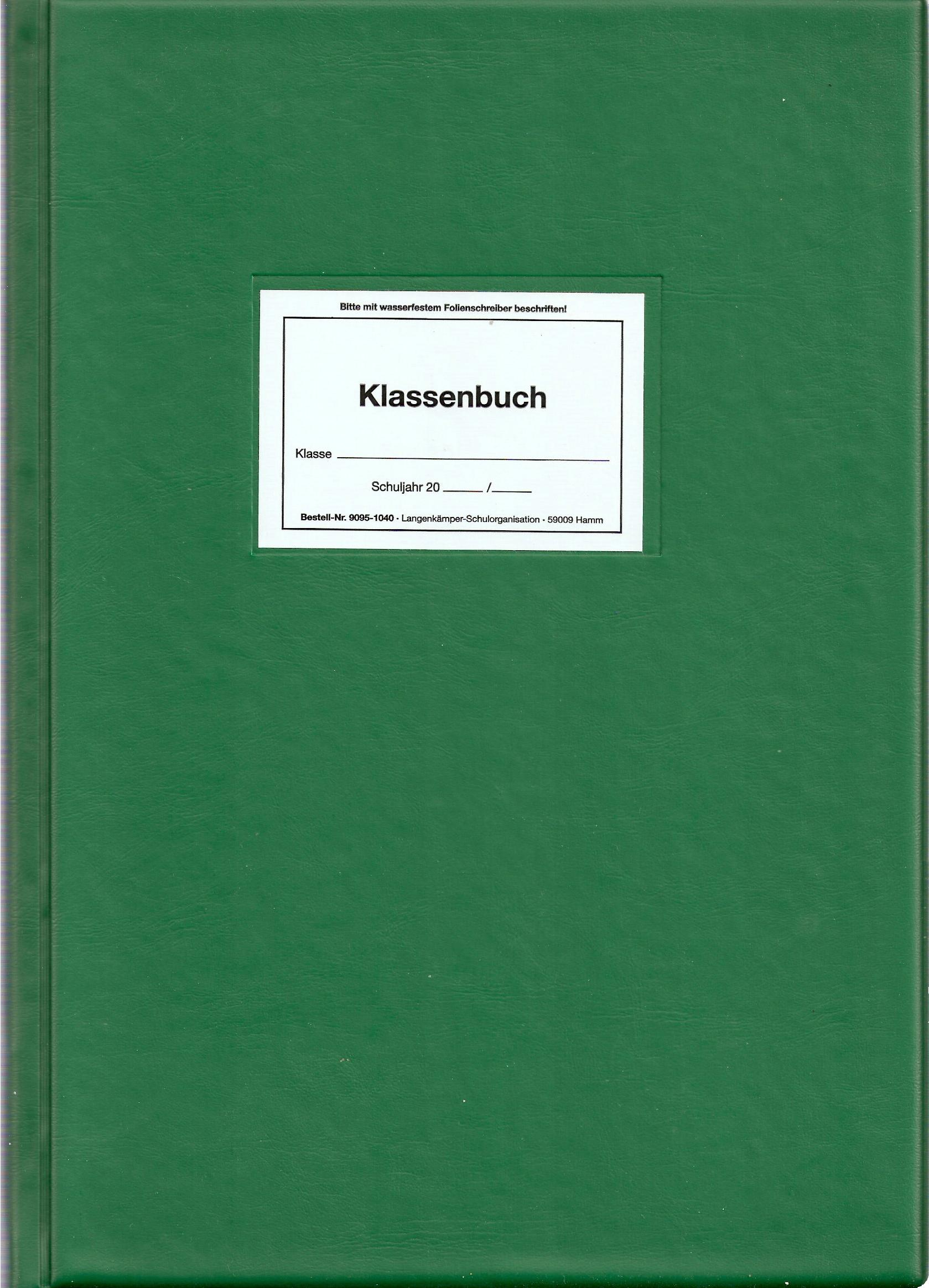
Klassenbuch aus dem Langenkämper-Verlag (2009)

Ein Klassenbuch (auch Klassentagebuch) ist ein schulisches Dokument. 

## Zweck und Inhalt des Klassenbuchs
In einem Klassenbuch werden der behandelte Unterrichtsstoff für jede Stunde, die Fehlzeiten eines Schülers sowie besondere Vorkommnisse festgehalten. Für diese täglichen Eintragungen sind die Seiten des Klassenbuches als entsprechende Formulare gedruckt, wegen des täglichen Gebrauchs ist der Einband des Klassenbuches meist besonders stabil ausgeführt. Das Klassenbuch kann allerdings auch digital geführt werden. In diesem Zusammenhang sind jedoch insbesondere datenschutzrechtliche Vorgaben zum Schutz personenbezogener Daten der Schüler von den Lehrkräften zu beachten.
In einem Klassenbuch enthalten sind außerdem ein Schülerverzeichnis (meist mit Adresse und sonstigen Kontaktdaten der Eltern), Stundenpläne, Lehrerübersichten und eine Übersicht über die Klassenämter, wie z. B. Klassensprecher. 
In der Oberstufe wird diese Dokumentation im Kursbuch bzw. Kursheft des jeweiligen Fachlehrers getätigt (nicht in Österreich).
Die Art der Klassenbuchführung ist meist in den Schulgesetzen geregelt. In Grundschulen wird das Klassenbuch meist vom Klassenlehrer verwahrt und geführt. In weiterführenden Schulen ist in der Regel ein zum Klassenbuchführer ernannter Schüler für das Klassenbuch zuständig. Er muss das Klassenbuch pünktlich zu jeder Unterrichtsstunde dem Fachlehrer vorlegen und für die aktuelle Unterrichtsstunde eine Zusammenfassung des Unterrichtsstoffes und oft auch die Hausaufgaben dieser Stunde eintragen lassen. Geschieht dies nicht, ist der Lehrer verpflichtet, in der nächsten Stunde nachzutragen. Außerhalb des Unterrichts werden die Klassenbücher üblicherweise zentral (z. B. im Schulsekretariat) aufbewahrt. Zu den Aufgaben des Klassenbuchführers gehört es oft, das Buch morgens vor der ersten Stunde dort abzuholen und nach Unterrichtsende wieder zurückzubringen. Letztlich dient das Klassenbuch der Dokumentation. Die Lehrkraft kann dadurch beispielsweise der Schulbehörde oder den Elternvertretern nachweisen, welcher Unterrichtsstoff in der jeweiligen Stunde unterrichtet wurde. 
Am Ende jedes Schuljahres, an manchen Schulen auch wöchentlich, werden die Einträge durch die Schulleitung überprüft und verwaltet. Klassenbücher haben üblicherweise eine Laufzeit von einem Jahr, d. h., mit jedem Schuljahr wird ein neues für die betreffende Klasse angelegt und das vorherige archiviert. 

## Datenschutz
Umstritten ist, inwieweit Klassenbücher personenbezogene Daten wie etwa einen disziplinarischen Eintrag enthalten dürfen. In Hessen ist das seit 1994 verboten.

## Definition
Es gibt keine einheitliche Definition in Deutschland, da Schulrecht Ländersache und damit nicht einheitlich geregelt ist. Für Berlin gilt beispielsweise nach § 5 SchuldatenV Berlin, dass ein Klassenbuch „Namen und Geburtsdaten der Schüler, Stundenplan, unterrichtende Lehrer, erteilten Unterricht (einschließlich der Angaben über Unterrichtsausfälle und besondere Veranstaltungen), Fehlzeiten von Schülern (einschließlich Verspätungen und Beurlaubungen) sowie besondere Vorkommnisse“ enthält.
In Österreich muss das Klassenbuch, das auch elektronisch geführt werden kann, vor allem die Namen der Schüler und Lehrer, den Stundenplan, Termine schriftlicher Leistungsfeststellungen, besondere Vorkommnisse wie Supplierungen sowie Fernbleiben von Schülern enthalten.

## Digitales Klassenbuch
In heutiger Zeit gibt es zahlreiche Angebote von digitalen Klassenbüchern. In einigen Bundesländern ist die Nutzung von Digitalen Klassenbüchern geregelt und somit unter Berücksichtigung der entsprechenden Rahmenbedingungen grundsätzlich zulässig. 
Für einen erweiterten Funktionsumfang eines Digitalen Klassenbuchs, der über das hinausgeht, was in einem Bundesland ein Klassenbuch enthalten muss, ist jedoch von jedem Schüler eine – nach Art. 21 DSGVO jederzeit für die Zukunft widerrufbare – Einwilligung nötig.
Auch Schulen in privater Trägerschaft können solch eine Zustimmung nur im Schulvertrag regeln, sofern sich aus der Natur des Vertrages ergibt, dass zu seiner Erfüllung die Verarbeitung der Daten erforderlich ist.